# Зафарані
Зафарані (Zafarani) — офшорне газове родовище в Індійському океані біля узбережжя Танзанії у блоці 2, правами на розробку якого володіє консорціум у складі норвезької Statoil (65 %, оператор) та ExxonMobil (35 %). Належить до газоносного басейну Мафія (отримав назву за островом Мафія з архіпелагу Занзібар) та знаходиться на північний захід від родовища Тангавізі та на південь від родовища Мронге.

## Опис
Зафарані, виявлене взимку 2012 року, стало першим відкриттям у блоці 2. Для цього бурове судно Ocean Rig Poseidon спорудило свердловину Zafarani-1, закладену за 80 км від узбережжя в районі з глибиною моря 2582 метри. Вона мала довжину 5150 метрів та пройшла через газонасичений інтервал у заповнених відкладеннями кампанського ярусу (крейдовий період) каналах схилу континентального шельфу.
В 2013—2014 роках розміри відкриття уточнили за допомогою двох оціночних свердловин Zafarani-2 (довжина 3039 метрів) та Zafarani-3 (довжина 4095 метрів). Крім того, в березні 2014-го при тестуванні (DST, drill stem test) свердловини Zafarani-2 вона показала результат у 1,9 млн м3 газу на добу та підтвердила гарну якість та сполучуваність резервуару.
Зафарані заплановано включити до першого етапу розробки блоку 2 (разом з Лавані-Головне, Лавані-Глибоке та Пірі). Наразі очікують, що видобуток з нього буде вестись через 5—7 свердловин. В той же час, станом на 2017 рік ще не було прийнято остаточного плану розробки, одним з варіантів якої є використанням плавучого заводу із зрідження газу (останнє дозволить уникнути прокладання трубопроводів по дну зі складним рельєфом, обумовленим численними підводними каньйонами).
Геологічні ресурси Зафарані оцінюються на рівні 170 млрд м3 газу.